# Hans von Oppersdorff

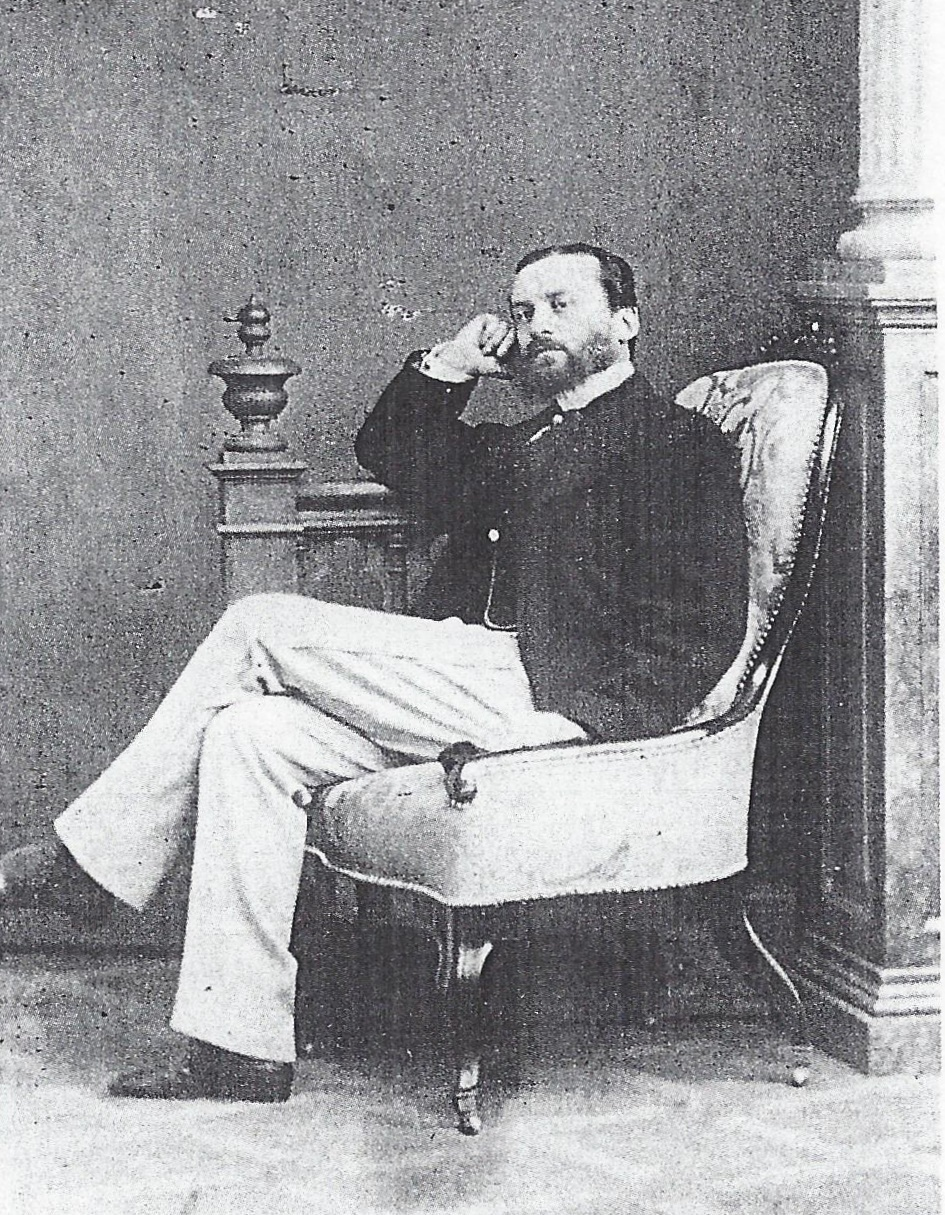
Hans von Oppersdorff (1867)

Reichsgraf Hans von Oppersdorff (* 25. März 1832 in Oberglogau, Provinz Schlesien; † 12. Oktober 1877 in Geppersdorf, Mähren) war ein deutscher Großgrundbesitzer. Vor und nach der Deutschen Reichsgründung war er Mitglied des Reichstags.

## Leben
Hans Graf von Oppersdorff war der Sohn des Grafen Eduard von Oppersdorff und dessen ersten Frau Caroline geb. Gräfin Odrowoncz-Sedlnitzky von Choltitz. Wie alle Oppersdorff war er katholisch. Er besuchte das Matthias-Gymnasium in Breslau und studierte an den Universitäten Bonn und Berlin. 1852 wurde er Mitglied des Corps Borussia Bonn. Der Bergwerksbesitzer und K.u.k. Kämmerer Eduard Karl von Oppersdorff war sein Halbbruder.
Oppersdorff war Erbherr der Herrschaft Geppersdorf-Troplowitz und Besitzer des Ritterguts Schönwiese. Er war Lieutenant im 6. Landwehr-Husaren-Regiment, Kammerherr, Landesältester und Kreisdeputierter des Kreises Leobschütz.
1862/63 und 1866/67 gehörte er als Abgeordneter des Wahlkreises Oppeln 9 dem Preußischen Abgeordnetenhaus an. Während seiner ersten Parlamentszugehörigkeit gehörte er der Fraktion des Zentrums an, während seiner zweiten der Fraktion der Freikonservativen Partei.
Von Februar bis August 1867 saß er für den Wahlkreis Oppeln 10 (Neustadt O.S.) und die Freikonservative Vereinigung im Konstituierenden Reichstag des Norddeutschen Bundes. Bei der Reichstagswahl 1871 kam er für denselben Wahlkreis in den Reichstag (Deutsches Kaiserreich). Am 28. Februar 1873 legte er sein Reichstagsmandat nieder.

## Familie
Am 1. August 1863 heiratete er in Günthersdorf Elisabeth de Talleyrand-Périgord (* 4. Februar 1844 in Florenz; † 11. April 1880 in Geppersdorf), eine Urgroßnichte des französischen Außenministers Charles-Maurice de Talleyrand-Périgord. Das Paar hatte folgende Kinder:
- Johanna (1864–1947) ⚭ 1892 Fürst Hugo von Radolin (1841–1917), Kaiserlich deutscher Botschafter
- Elisabeth (* 1865)
- Hans Georg (1866–1948) ⚭ 1895 Dorothea Prinzessin Radziwiłł (* 1871)
- Marianne (* 1871) ⚭ 1898 Rudolf Graf Coronini von Cronberg († 1918)
- Eleonore (* 1875)